# Bonte miersluiper
De bonte miersluiper (Myrmotherula menetriesii) is een zangvogel uit de familie Thamnophilidae (miervogels). Deze vogel is genoemd naar de Franse zoöloog Edouard Ménétriés (1801-1861).

## Verspreiding en leefgebied
Deze soort komt voor in het Amazonegebied en telt vijf ondersoorten:
- M. m. pallida: van oostelijk Colombia en zuidwestelijk Venezuela tot noordoostelijk Peru en noordwestelijk Brazilië.
- M. m. cinereiventris: oostelijk Venezuela, de Guyana's en noordoostelijk Brazilië ten noorden van de Amazonerivier.
- M. m. menetriesii: oostelijk Peru, noordwestelijk Bolivia en amazonisch zuidwestelijk Brazilië.
- M. m. berlepschi: amazonisch zuidelijk-centraal Brazilië en noordelijk Bolivia.
- M. m. omissa: noordoostelijk Brazilië bezuiden de Amazonerivier.

## Status
De grootte van de populatie is niet gekwantificeerd maar de soort wordt omschreven als algemeen. Op de Rode lijst van de IUCN heeft deze soort de status niet bedreigd.